# Draßnitzbach
Der Draßnitzbach ist ein linker Nebenfluss der Drau in der Kreuzeckgruppe in Kärnten, Österreich.

## Verlauf
Der Draßnitzbach entspringt zwischen Kleinem Hochkreuz und Hochkreuz In den Kirschen auf 2439 Meter Seehöhe. Er wird hier auch Kirschenbach genannt und umfließt das Sandfeldtörl in einem östlichen Bogen. Nach der Vereinigung mit dem Gurskerbach fließt er nach Süden und mündet bei Dellach im Drautal in die Drau.
Das Einzugsgebiet des Draßnitzbachs gehört zur Gemeinde Dellach im Drautal. 

## Berge
Das Quellgebiet des Kirschenbachs wird im Norden begrenzt von Hochkreuz (2709 m), Kleinem Hochkreuz (2565 m), Rothorn (2621 m) und Schwarzsteinkopf (2515 m), das Quellgebiet des Gurskerbachs im Nordwesten von Kreuzlhöhe (2624 m) und Torwand (2562 m). Nach dem Zusammenfluss der beiden Bäche liegen der Mokarspitz (2305 m) im Westen und der Knoten (2214 m) im Osten.

## Wandern
Der Kreuzeck-Höhenweg verläuft entlang der nördlichen Wasserscheide des Draßnitzbachs über das Kirschentörl. Den Kamm östlich vom Draßnitzbach entlang führt der Wanderweg vom Alpengasthof Dünhofenhütte über Hochtristen und zwischen Einsee und Zwei Seen hindurch zur Feldnerhütte.

## Nebenbäche
Das Einzugsgebiet des Draßnitzbach hat eine Fläche von 37,6 Quadratkilometern. Die größten Nebenbäche sind:
| Name         | Mündungsseite | Mündungsort  | Einzugsgebiet in km² |
| ------------ | ------------- | ------------ | -------------------- |
| Kirschenbach | (Oberlauf)    |              |                      |
| Einseebach   | links         | Hubertushaus | 02,1                 |
| Gurskerbach  | rechts        |              | 12,6                 |

## Bergbau
In der Draßnitz baute man im 18. Jahrhundert an mehreren Orten zwischen Tonele Kammer und Wernisch Kammer Silber ab. Die bekanntesten Stollen Johannistollen (auch Johannstollen und Johannisstollen) und Phillippistollen waren aber schon 1780 verbrochen.